# 加斯东·童桑
加斯东·童桑（法語：Gaston Tong Sang，1949年8月7日—），是一名法属波利尼西亚华裔政治人物，曾3次担任法属波利尼西亚主席，曾任法属波利尼西亚议会议长和博拉博拉市长。
童桑出生于背风群岛波拉波拉島，具有二分之一华人血统。